# Спурий Постумий Альбин (консул 334 года до н. э.)
Спу́рий Посту́мий Альби́н (лат. Spurius Postumius Albinus) — консул Древнего Рима 334 и 321 до н. э.

## Биография
В 334 до н. э. Спурий Постумий был избран консулом совместно с Титом Ветурием Кальвином. Сенат отправил обоих консулов воевать против сидицинов. Консулы, разоряя окрестности, дошли до стен вражеского города. Однако, получив донесение о том, что сидицины собрали огромные силы, и прослышав о готовящихся к войне самнитах, сенат повелел консулам назначить диктатора.
В 332 до н. э. был избран цензором. Спурий Постумий и его коллега Квинт Публилий Филон провели ценз и добавили в списки новых граждан. С их включением добавилось две трибы, Мецийская и Скаптийская. В 327 до н. э. Спурий Постумий получил должность начальника конницы при диктаторе Марке Клавдии Марцелле, который был назначен для проведения выборов.
В 321 до н. э. в разгар Второй Самнитской войны Спурий Постумий стал консулом во второй раз с Титом Ветурием Кальвином. Оба консула были отправлены на помощь осаждённой самнитами Луцерии. Однако, вместо того, чтобы пойти по берегу Адриатического моря, римляне выбрали более быстрый путь — через Кавдинское ущелье. Войдя в ущелье, римляне обнаружили, что попали в ловушку, устроенную самнитами. После неудачных попыток пробиться консулы решили сдаться и заключить мирный договор. По его условиям самниты прогнали всё римское войско под ярмом, а также получили 600 всадников в качестве заложников. Битва в Кавдинском ущелье стала самым унизительным поражением римлян во Второй Самнитской войне. Вернувшись в Рим, консулы заперлись в своих домах и не исполняли никаких своих обязанностей. Только по требованию сената они назначили диктатора для проведения выборов.
После избрания новых консулов Спурий Постумий предложил выдать самнитам всех, кто принимал обязательства по мирному договору, в том числе и себя, на том основании, что они не имели права заключать такой договор. Принятием постановления о выдаче консулов и военных трибунов, заключивших мир, сенат признал договор незаконным и расторг его. Однако, самниты сочли выдачу притворной и отказались её принимать. Таким образом, оба консула вернулись в Рим, освободив себя от клятвенных обещаний.